# Svenska församlingen i Bryssel
Svenska församlingen i Bryssel eller Svenska kyrkan i Bryssel är en så kallad utlandsförsamling inom Svenska kyrkan. Organisatoriskt hör den till Svenska kyrkan i utlandet och Visby stift.

## Församlingskyrkan
Tidigare låg församlingens kyrka i Waterloo där det traditionellt funnits en stor grupp utlandssvenskar. Sedan 14 december 2007 finns församlingens lokaler i centrala Bryssel, i kommunen Etterbeek några hundra meter från EU-kommissionens Berlaymontbyggnad, och relativt nära den Europaskola i Woluwe-Saint-Lambert som har en svensk språksektion. 

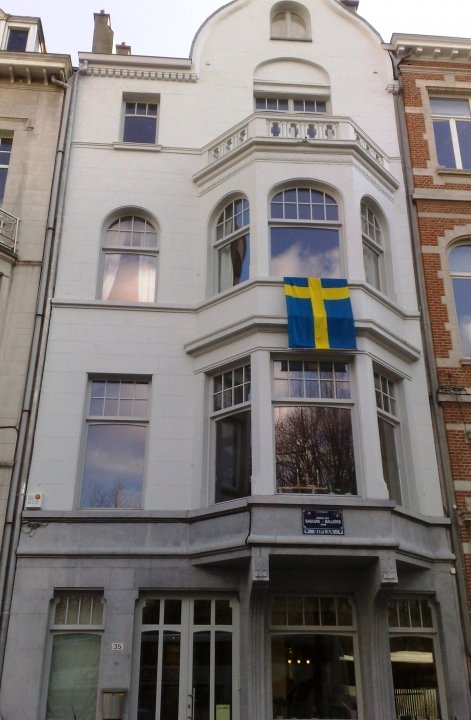
Svenska kyrkan i Bryssel på Avenue des Gaulois 35

Den nya kyrkolokalen invigdes i närvaro av Visby stifts biskop Lennart Koskinen och under våren 2008 sändes fyra av SVT:s TV-gudstjänster därifrån.

## Organisation
Utlandsförsamlingarna hör till Visby stift, och församlingen står under biskopens av Visby tillsyn.  
Verksamheten leds i enlighet med kyrkoordningens regler för utlandsförsamlingarna, vilket i Svenska församlingens i Bryssel fall betyder att kyrkoherden och ett av kyrkostämman valt kyrkoråd utgör församlingens ledning. 
I september 2024 består församlingens anställda medarbetare av en lokalanställd församlingspräst, två deltidsanställda kyrkomusiker, samt en husvärd och en ekonom.
Församlingens pastorala område innefattar även resten av Belgien.

## Verksamhet
Församlingen firar gudstjänst varje söndag och mässa på onsdagar. Det bedrivs också kaféverksamhet i lokalerna, och en stor barnverksamhet. Barnverksamheten innefattar även en barnkör och ungdomar erbjuds konfirmandundervisning, ungdomskör och träffar för unga vuxna. 
Bland verksamhet riktad mot vuxna märks pilgrimsvandringar, samtalsgrupper och handarbetsgrupper, samt författaraftnar och den årliga Ny och nyfiken på Bryssel där svenska organisationer och nätverk i Bryssel håller öppet hus för alla nyanlända. Prästen svarar också för en diakonal verksamhet.
Svenska kören ryms i kyrkans verksamhet, men är organisatoriskt fristående från församlingen.

## Kyrkoherdar
| Ämbetstid   | Namn           | Övrigt  |
| ----------- | -------------- | ------- |
| 2024 -      | Tina Blomquist |         |
| 2024        | Lasse Svedberg | Vikarie |
| 2018 - 2023 | Fredrik Ollila |         |
| 2016 - 2018 | Lars Rännars   |         |
| 2014–2016   | Gudmund Erling | [ 2 ]   |
|             | Pelle Sundelin |         |